# Martin Block (Leichtathlet)
Martin Block (* 22. Februar 1973 in Bergisch Gladbach) ist ein ehemaliger deutscher Langstreckenläufer.

## Sportliche Erfolge
Mit einer Zeit von 22:43,9 min hielt er 17 Jahre lang den inoffiziellen deutschen Rekord über 8 km im Straßenlauf. Über 10 km auf der Straße liegt er mit einer Zeit von 28:37 min auf Platz 6 der ewigen deutschen Bestenlisten.
Bei den Deutschen Meisterschaften 1996 in Köln belegte er Platz 3 im 5000-Meter-Lauf. 1999 wurde er mit einer Zeit von 29:08,87 min Zweiter bei den Deutschen Meisterschaften im 10.000-Meter-Lauf.
Bei den Deutschen Meisterschaften im Crosslauf 1997 in Gotha wurde er mit Dieter Baumann und Heinz-Bernd Bürger Deutscher Meister in der Mannschaftswertung über die Langstrecke. Bei den Deutschen Meisterschaften im Crosslauf 1999 in Viersen-Süchteln belegte er auf der Langstrecke über 9760 Meter in 29:50 min den vierten Platz. Zusammen mit Mario Kröckert und Guido Streit wurde er dort erneut Deutscher Meister in der Mannschaftswertung.
Im Kampf gegen Doping startete er eine Initiative für regelmäßige Blutkontrollen, die von vielen deutschen Spitzenläufern unterstützt wurde.
Der 1,80 m große und 67 kg schwere Athlet startete für TSV Bayer 04 Leverkusen, TSV Bayer Dormagen und TV Refrath.
Nach seiner aktiven Laufbahn engagierte er sich als Cheftrainer beim TV Refrath und seit 2021 beim TuS Köln rrh. 1874.

## Persönliche Bestzeiten
- 1500 m: 3:43,30 min, 8. August 1999, Köln
- 3000 m: 8:07,61 min, 9. Mai 1998, Leverkusen
- 5000 m: 13:40,32 min, 22. August 1999, Oordegem, Belgien
- 10.000 m: 29:08,87 min, 22. Mai 1999, Leinfelden
- 8 km Straßenlauf: 22:43,9 min, 28. Juni 1996, Darmstadt
- 10 km Straßenlauf: 28:37 min, 1996
- Halbmarathon: 1:05:28 h, 31. März 1996, Kaiserslautern